# Вдача дурня
«Вдача дурня» (англ. Fool's Luck) — американська короткометражна кінокомедія Роско Арбакла 1926 року.

## Сюжет
Молодий чоловік стикається з небезпечними пригодами, коли його виселяють з квартири.

## У ролях
- Лупіно Лейн — піжон
- Джордж Девіс — камердинер піжона
- Вірджинія Венс — дівчина
- Джек Ллойд — батько дівчини
- Глен Кевендер — поліцейський